# Парламентские выборы в Гватемале (1961)
Парламентские выборы в Гватемале проходили 3 декабря 1961 года. На них переизбиралась половина Конгресса. Альянс, в который входили Партия национального демократического примирения, Национальное демократическое движение и Партия демократического единства, получил 50 из 66 мест Конграсса. Однако, явка составила лишь 44,48 %.

## Результаты
| Партия | Голоса  | %     | Места    | Места |
| Партия | Голоса  | %     | Получено | Всего |
| --- | ------- | ----- | -------- | ----- |
| Партия национального демократического примирения-Национальное демократическое движение-Партия демократического единства | 150 948 | 50,52 |          | 50    |
| Революционная партия | 81 500  | 27,27 |          | 9     |
| Движение национальной либерализации                                                                                     | 25 102  | 8,40  |          | 3     |
| Гватемальская христианская демократия                                                                                   | 20 957  | 7,01  |          | 4     |
| Истинная демократическая партия                                                                                         | 20 310  | 6,80  | 0        | 0     |
| Недействительных/пустых бюллетеней                                                                                      | 63 247  | -     | -        | -     |
| Всего | 362 064 | 100   | 33       | 66    |
| Источник: Nohlen |         |       |          |       |